# Susanne MacFie
Susanne Maria MacFie, född 20 september 1966 i Göteborg och uppvuxen i Alingsås, är en svensk barn- och ungdomsboksförfattare

## Biografi
Susanne MacFie är en svensk barn- och ungdomsförfattare. Hennes första bok utkom 2002. Hon har skrivit böckerna om Myrra, som har sänts som radioföljetonger i Sveriges Radio. Hon har också skrivit serien Legenden om De Fyra Elementen, som även satts upp som teaterpjäs i Finland. Hennes deckarböcker om Moa och Måns och Hemliga Klubben har blivit deckarvandringar för barn i Alingsås och finns även som barn- och ungdomsaktivitet hos resebolagen Ving, Tjæreborg och Spies. Den senaste boken i Hemliga Klubben-serien utkom i april 2017. I serien ingår nu femton titlar (April-2017). I september 2011 publicerades hennes första bok om Vilda Våghals, som sedan fick en uppföljare Vilda Våghals på nya äventyr, 2012. Trippe är en annan karaktär som presenterade sig 2013 med sin första bok, Trippe Trädkapare. 
Susanne MacFie är uppvuxen i Alingsås där hon bor med sin man och sina tre barn. Susanne har tidigare varit yrkesverksam som kommunikatör, men är numera författare på heltid.